# Common Interface

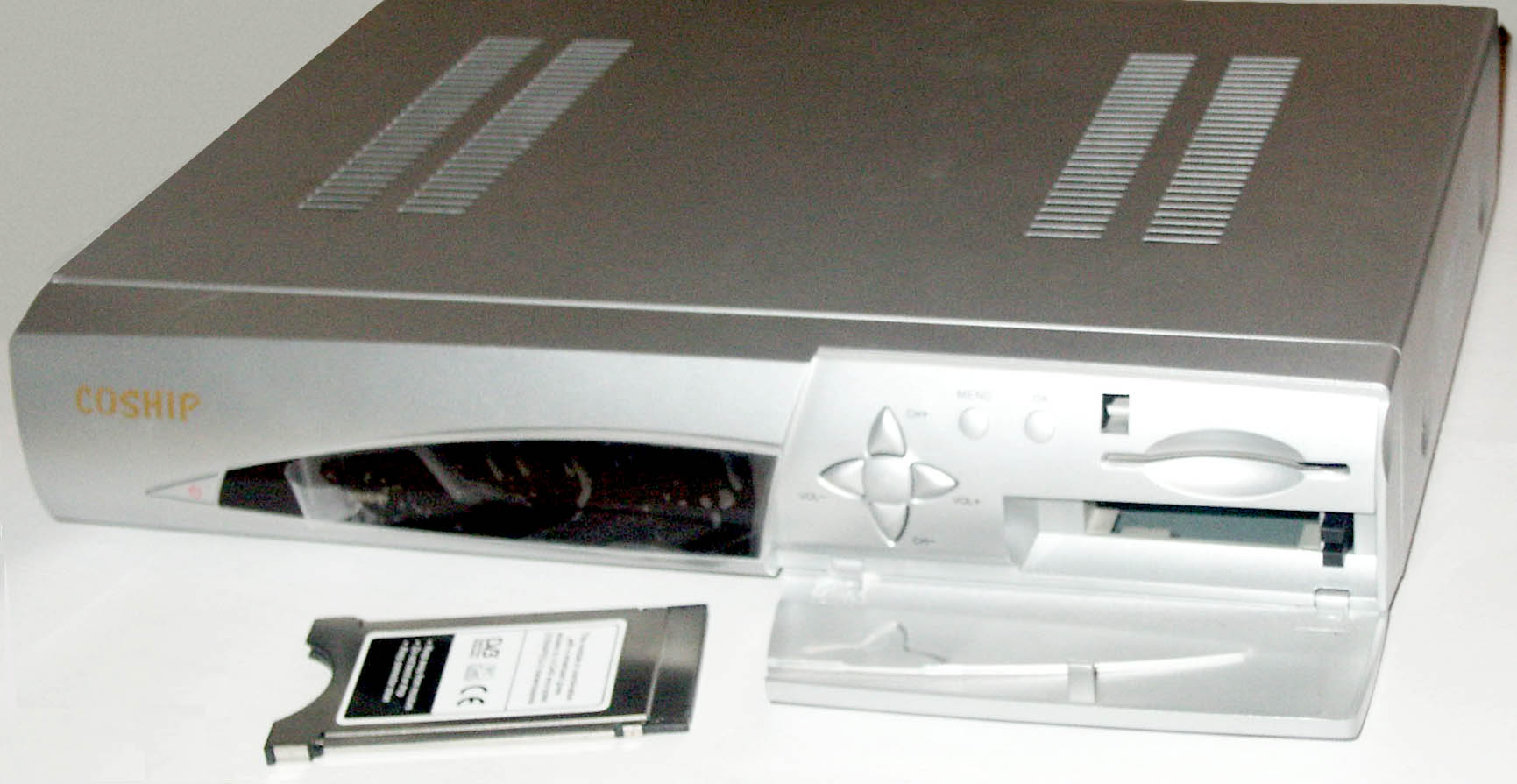
DVB-ontvanger met Common Interface, in de voorgrond een losse Conditional Access Module

Een Common Interface (CI) is een sleuf in een digitaal televisietoestel of settopbox waarin een uitbreidingsmodule kan worden geplaatst. De Common Interface wordt voornamelijk gebruikt voor het plaatsen van een ontsleutelingsmodule voor betaaltelevisie. In de Europese Unie moet elk op de markt gebracht digitaal televisietoestel met een beelddiagonaal van meer dan 30 cm beschikken over minstens één Common Interface. De Common Interface is afgeleid van de PCMCIA-sleuf zoals deze in notebooks wordt gebruikt.

## Ontsleutelen van betaaltelevisie
Om te voorkomen dat betaaltelevisie kan worden ontvangen door mensen die geen abonnementsgeld betalen, versleutelen de aanbieders van betaaltelevisie het signaal. Deze versleuteling wordt ook wel codering genoemd. De module om dit versleutelde signaal te ontsleutelen kan ingebouwd zijn in de televisie of settopbox, maar kan ook los als uitbreidingsmodule voor plaatsing in de Common Interface worden geleverd. Een losse ontsleutelingsmodule wordt een Conditional Access Module (CAM) genoemd. De CAM is verreweg de meest gebruikte uitbreidingsmodule voor plaatsing in de Common Interface. De CAM zorgt in samenwerking met de in de CAM geplaatste smartcard voor het ontsleutelen van versleutelde programma's. Omdat er verschillende versleutelingssystemen in gebruik zijn, zijn er ook verschillende soorten CAM's. Voorbeelden van CAM's zijn de insteekkaart van Digitenne en de CI-module van CanalDigitaal/TV Vlaanderen.

## CI+ (Common Interface Plus)
Bij gebruik van een normale Common Interface zijn de door de CAM ontsleutelde programma's zonder beperkingen op te nemen of door te sturen naar een ander apparaat. Om controle te kunnen houden over de programma's nadat deze ontsleuteld zijn, hebben enkele bedrijven CI+ (Common Interface Plus) ontwikkeld. CI+ wordt aangeprezen als de opvolger van de Common Interface, maar beperkt enkel de mogelijkheid van consumenten om programma's op te nemen. Door de industrie wordt CI+ niet algemeen aanvaard.